# Бич, Скотт
Скотт Бич (англ. Scott Beach; 13 января 1931, Портленд — 13 февраля 1996, Сан-Франциско, Калифорния) — американский актёр, писатель и диджей, наиболее известный по своей роли в фильме 1973 года «Американские граффити», посвящённый эпохе 1960-х годов.

## Биография
Скотт Бич снимался во многих фильмах, в том числе в роли немецкого учёного, образ которого был списан с Вернера фон Брауна в фильме «Парни что надо».
Однажды Бич рассказал, что режиссёру Джорджу Лукасу понравился его голос, и он часто использовал его в своих фильмах, начиная с THX 1138. Также Бич сыграл роль мистера Гордона в фильме «Американские граффити» и озвучил неуказанного в титрах штурмовика в «Звёздных войнах».
Бич был одним из первых исполнителей на ярмарках развлечений Renaissance Pleasure Faires, проходившие в городах Агура и Новато, штат Калифорния. На этих мероприятиях он на протяжении многих лет исполнял роль лорд-мэра Шира, а также был наставником и источником вдохновения для начинающих актёров.
Помимо актёрской карьеры, Бич также работал на радио и был сотрудником радиостанции KSFO в Сан-Франциско, штат Калифорния. Во время радиопередачи от 28 января 1973 года он сообщил о том, что в Париже было подписано соглашение о прекращении войны и восстановлении мира во Вьетнаме. Это соглашение, также известное как Парижские мирные соглашения, положило конец прямому военному участию США во Вьетнамской войне.
Завершая свой отчёт о мирном соглашении, Бич заявил: «Я боюсь, что последний американский солдат, погибший во Вьетнаме, всё ещё жив». Его опасения оказались верными: последняя смерть американца во Вьетнаме произошла только 29 апреля 1975 года. Бич также выступал в качестве комментатора на шоу «The Newlywed Game» после того, как его победил Боб Юбэнкс в борьбе за должность ведущего. В конечном итоге Джонни Джейкобс заменил Бича.
Бич дважды выступал в качестве рассказчика в постановках «Царя Давида» Артура Онеггера с хором Masterworks Chorale из Сан-Матео, Калифорния. Он также озвучивал другие постановки оратории как на оригинальном французском языке, так и на английском языке, использованном хором Masterworks Chorale.
В начале 1970-х годов Бич был ведущим трансляций оперы Сан-Франциско на KKHI.
Бич также озвучивал кота Гарфилда из комиксов в первом появлении персонажа на телевидении в антологическом спецвыпуске 1980 года «Фантастические забавные истории». Позже в этой роли его заменил Лоренцо Мьюзик.

### Смерть
Бич умер 13 февраля 1996 года в Калифорнийском Тихоокеанском медицинском центре в возрасте 65 лет.

## Личная жизнь
Бич был женат на Неве Бич, у них двое детей: Дилан и Сара. Дилан и Сара озвучивали Чарли Брауна и Люси Ван Пелт в мультсериале «Это день посадки деревьев, Чарли Браун».

## Фильмография[6]
| Год  | Название                                          | Роль                      |
| ---- | ------------------------------------------------- | ------------------------- |
| 1964 | Too Tough to Care                                 | Рэмшоу                    |
| 1968 | Bullitt                                           | Мужчина                   |
| 1969 | The Shepherd                                      | Рассказчик                |
| 1970 | The Miller’s Tale                                 | Рассказчик                |
| 1971 | THX 1138                                          | Диктор                    |
| 1972 | One is a Lonely Number                            | Фроули Кинг               |
| 1973 | American Graffiti                                 | Мистер Гордон             |
| 1973 | Bizarre Devices                                   | Радиоведущий              |
| 1974 | The Second Coming of Suzanne                      | Репортер                  |
| 1975 | The Grizzly & the Treasure                        | Рассказчик                |
| 1977 | Star Wars: Episode IV — A New Hope                | Штурмовик                 |
| 1980 | Bon Voyage, Charlie Brown (and Don’t Come Back!!) | Официант                  |
| 1981 | Chu Chu and the Philly Flash                      | Гарри                     |
| 1982 | Out                                               | Матрос                    |
| 1983 | The Right Stuff                                   | Главный научный сотрудник |
| 1983 | To Be or Not to Be                                | Рассказчик                |
| 1986 | Stand by Me                                       | Мэр Гранди                |
| 1988 | Tucker: The Man and His Dream                     | Флойд Серф                |
| 1993 | Mrs. Doubtfire                                    | Судья                     |
| 1994 | Getting Even with Dad                             | Вуно                      |